# Лехтцир, Самуил Ривинович
Самуи́л Ри́винович Лехтци́р (отчество также Ру́винович и Руви́мович, рум. Samuil Lehtţir; 25 октября 1901, Атаки, Сорокский уезд, Бессарабская губерния — 15 октября 1937, Тирасполь) — молдавский поэт, драматург и литературный критик.

## Биография
Родился в бессарабском местечке Атаки (ныне Окницкого района Молдавии). Родители — Ривн-Хаим Копелевич Лехтцир (Лех(т)циер, 1868—1937, уроженец Атак) и Дына Айзиковна Акерман (1871—?, родом из Бричан) — заключили брак 14 февраля 1896 года в Бельцах. Учился в Черновицком университете. В 1926 году переехал в СССР и включился в литературную деятельность на молдавском языке, работал в госиздате Молдавии. В 1927 году стал одним из основателей союза молдавских писателей «Рэсэритул» (восход) и его официального органа — журнала «Молдова литерарэ» (Литературная Молдавия).
Первый сборник стихотворений «Поезий» (Стихи, 1929) был воспринят литературной критикой весьма негативно, Лехтцира обвинили в упадочничестве и мелкобуржуазности. Однако он продолжил печататься: в 1930 году в соавторстве с Иосифом Вайнбергом вышла книга литературно-критических статей «Ынтребэрь литерарэ» (Вопросы литературы), в 1931 году — поэтический сборник «Ын флакарэ» (В пламени), затем ещё три сборника — «Сиренеле зидирий» (1932), «Де пазэ» (1935) и «Дезробире» (1935).
С. Р. Лехтцир — автор первых пьес молдавской советской литературы: «Кодряну» (1930) и «Бируинца» (Победа, 1933). 7 ноября 1933 года постановкой пьесы С. Р. Лехтцира «Бируинца» (Победа) открылся первый в республике профессиональный театр — Молдавский государственный драматический театр в Тирасполе. Переводил на молдавский язык стихотворения С. Есенина, А. Пушкина, М. Лермонтова, А. Безыменского, Ш. Петефи и других. Составил учебники по молдавскому языку и литературе для средней школы. В 1937 году на Тираспольском партийном активе вместе с Леонидом Корнфельдом подвергся критике за включение классиков румынской литературы Кошбука, Эминеску, Александри в переиздававшиеся хрестоматии молдавской литературы для 3—4 классов средней школы и в целом за «теорию наследства» — взгляды на классическую румынскую литературу как общее наследие современной румынской и молдавской литератур; на основании этого оба были обвинены в «румынофильстве».
С 1934 года — член правления Союза писателей Молдавской АССР, делегат Первого всесоюзного съезда советских писателей. Ответственный секретарь Молдгосиздата (Тирасполь).
Арестован органами НКВД УкрССР по так называемой «румынской операции» (по этому же делу проходили Х. Б. Богопольский, И. И. Бадеев, Д. П. Милев, В. Я. Холостенко, Г. И. Старый). Осуждён к ВМН 8 октября 1937 года Комиссией наркома НКВД и Прокурора СССР; включён в расстрельный список на 139 человек, обвинённых в шпионской и диверсионной деятельности в пользу Румынии, от 8 октября 1937 года за подписями Н. И. Ежова и А. Я. Вышинского. Расстрелян с группой осуждённых по «румынской операции» 15 октября 1937 года во внутренней тюрьме в Тирасполе; расстрел осуществили начальник внутренней тюрьмы УГБ НКВД УССР, младший лейтенант государственной безопасности И. Г. Нагорный, оперативный секретарь НКВД Молдавской АССР Первухин и исполняющий должность инспектора VIII Отделения УГБ НКВД МАССР, младший лейтенант государственной безопасности Л. А. Докуцкий. Реабилитирован 20 октября 1956 года.

## Семья
Жена — Евгения Соломоновна Лехтцер (урождённая Хош; 1905, Кишинёв — 19 января 1982), бухгалтер Госбанка, арестована в ноябре 1937 года, осуждена на 10 лет ИТЛ как член семьи изменника Родины. Сын — Мюд (1927—?), после ареста родителей был направлен в детдом (дальнейшая судьба неизвестна, матери после освобождения в 1948 году разыскать его не удалось).

### Книги
- С. Лехтцир. Поезий (стихи). Госиздат Молдавии: Балта, 1929.
- И. Вайнберг, С. Лехтцир. Ынтребэрь литерарэ: 1928—1930 (литературные вопросы). Едитура де стат Молдовей (Госиздат Молдавии): Тирасполь, 1930.
- С. Лехтцир. Кодряну: пьеса историкэ ын 4 акте. Госиздат Молдавии: Тирасполь, 1930.
- С. Лехтцир. Ын флакэрэ (в пламени, стихи). Едитура де стат Молдовей (Госиздат Молдавии): Тирасполь, 1931.
- С. Лехтцир. Бируинца: пьеса ын 3 акте (победа). Едитура де стат Молдовей (Госиздат Молдавии): Тирасполь, 1933.
- С. Лехтцир. Хрестоматия по литературе для начальной школы, на молдавском языке. Ч. 1. МГИЗ: Тирасполь, 1934.
- С. Лехтцир. Книга для чтения для школ грамоты, на молдавском языке. МГИЗ: Тирасполь, 1935, 1936.
- С. Лехтцир. Хрестоматия по литературе, на молдавском языке. Ч. 1. МГИЗ: Тирасполь, 1936.
- А. С. Пушкин. Опере. Проза (Сочинения, в переводах М. А. Балуха, Д. П. Милева, С. Р. Лехтцира). Едитура де стат Молдовей (Госиздат Молдавии): Тирасполь, 1937.